# Ракорд
Рако́рд (фр. raccord — скрепление, прикрепление) — нерабочий или служащий для защиты или зарядки участок киноплёнки (фильмокопии или части), фотоплёнки или магнитной ленты, обычно прикреплённый к её концу.

## Зарядка плёнки

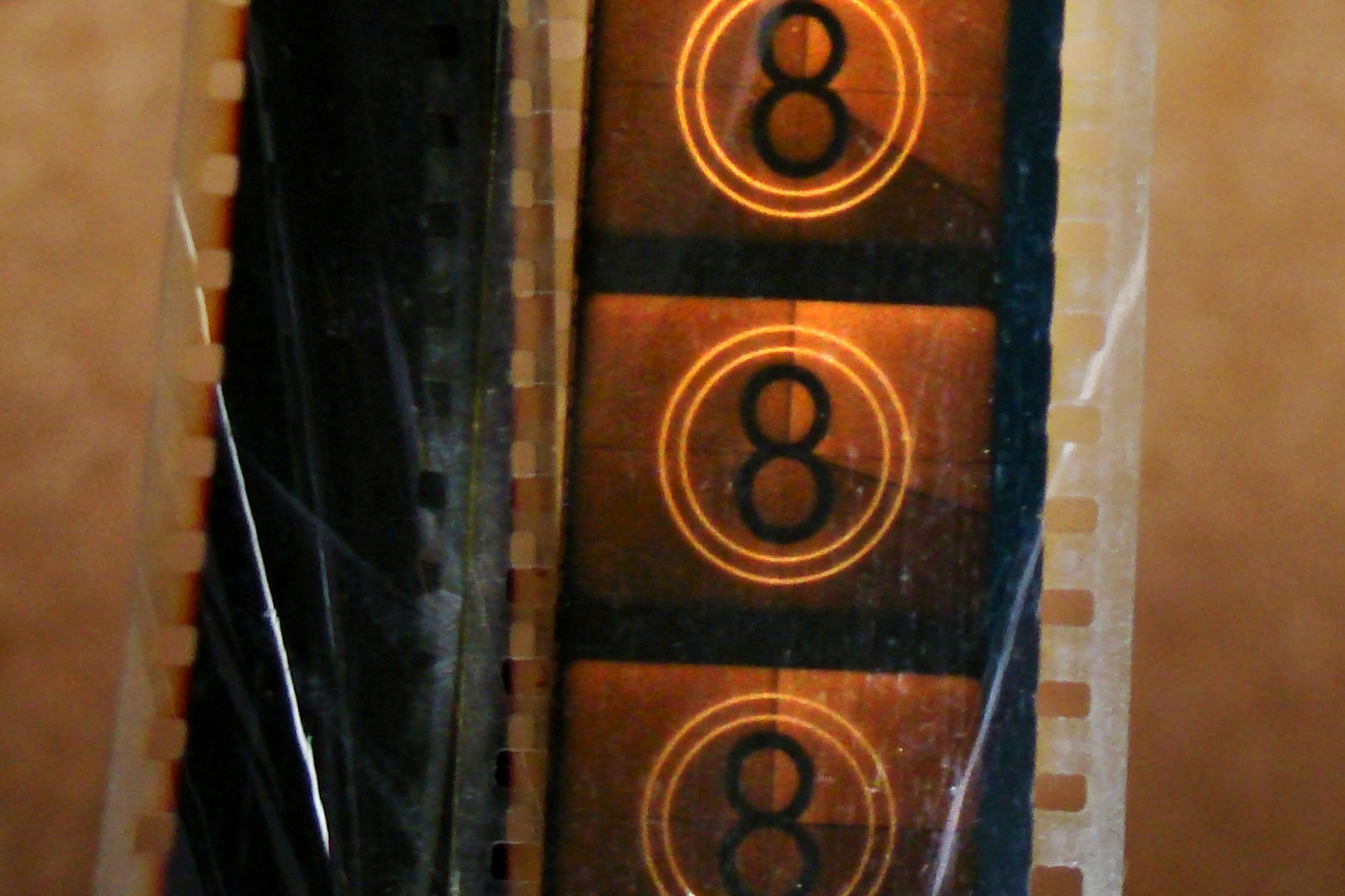
Стандартный ракорд для 35-мм киноплёнки

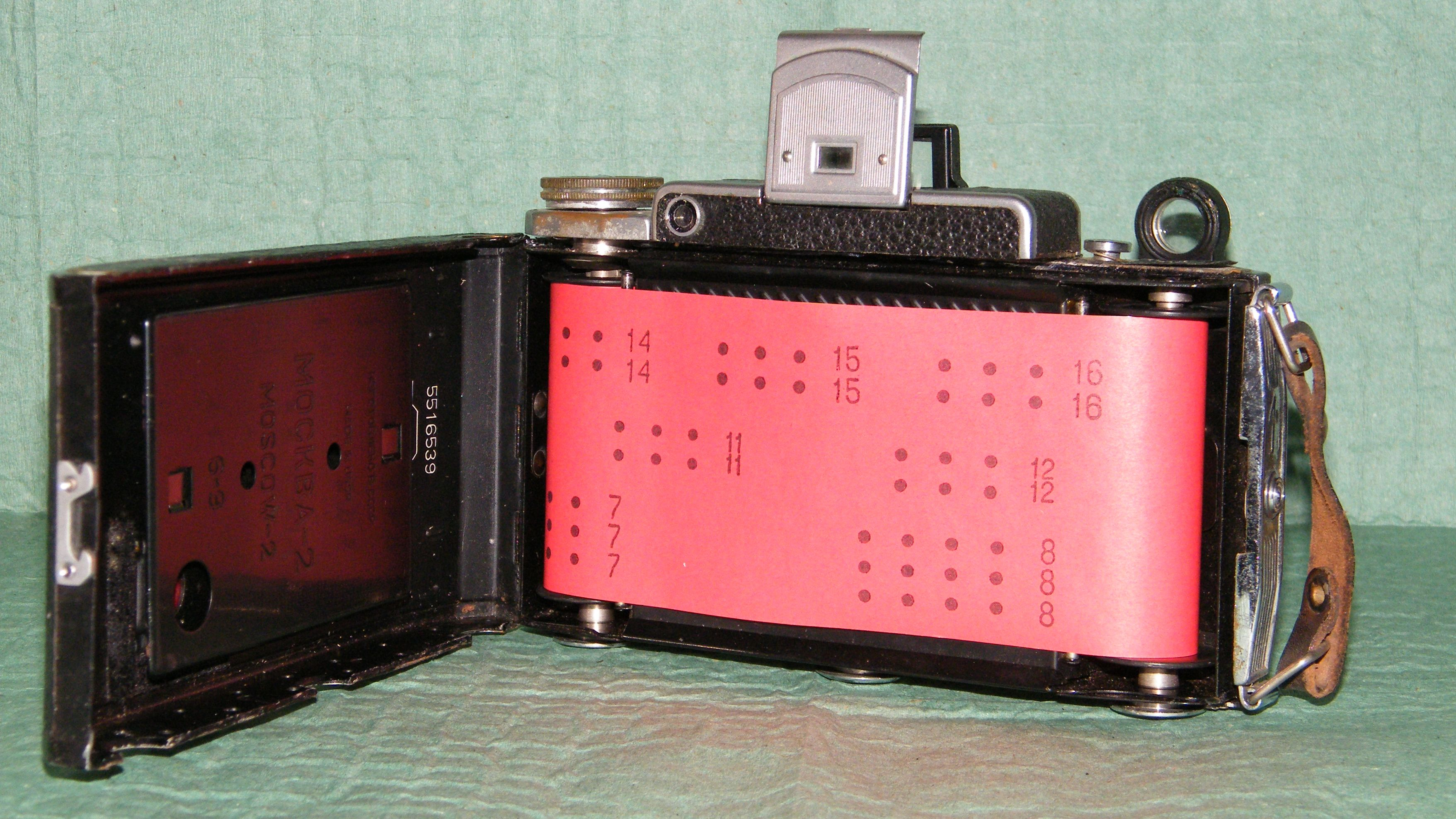
Бумажный ракорд фотоплёнки типа 120

### Киноплёнка
Каждая часть фильмокопии снабжается начальным и конечным ракордами, предназначенными для защиты киноплёнки и точной зарядки в кинопроектор, обеспечивающей незаметность перехода между постами проекции. Служебное изображение и контрольные сигналы фонограммы печатаются со стандартных ракордов негативов изображения и фонограммы, подклеиваемых к соответствующим негативам при монтаже фильма.
Зарядный участок фильмокопии разделяется на стандартный и защитный ракорды.
Стандартный ракорд — участок самой фильмокопии длиной 2—3 метра в начале фильмокопии, обычно имеет изображение и звук:
- опознавательный участок — на нём указано название фильма, номер части, отмечено начало или конец части, производственно-технические сведения;
- зарядный участок — содержит отметки, по которым производится правильная зарядка фильма в кадровое окно и звуковую часть кинопроектора;
- переходный участок — содержит изображение и звук фильма, а также пометки, обеспечивающие согласованный переход с одного кинопроектора на другой при непрерывной демонстрации фильма. За время прохождения переходного участка блок звуковоспроизведения набирает номинальные обороты. Составляет 21 кадр на 35-мм аппаратуре.

Защитный ракорд — подклеиваемый к стандартному ракорду дополнительный кусок киноплёнки без изображения и звука длиной не менее 10—30 см.
Конечный ракорд также состоит из переходного, зарядного и опознавательного участков. На переходном участке конечного ракорда находится первый сигнал переключения постов — на четырёх кадрах подряд в правом верхнем углу изображения появляется непрозрачная или прозрачная круглая точка. По нему включается электродвигатель второго кинопроектора. Через 161 кадр — второй сигнал переключения постов, по которому происходит переключение световых заслонок и звукочитающих систем.

### Магнитная лента

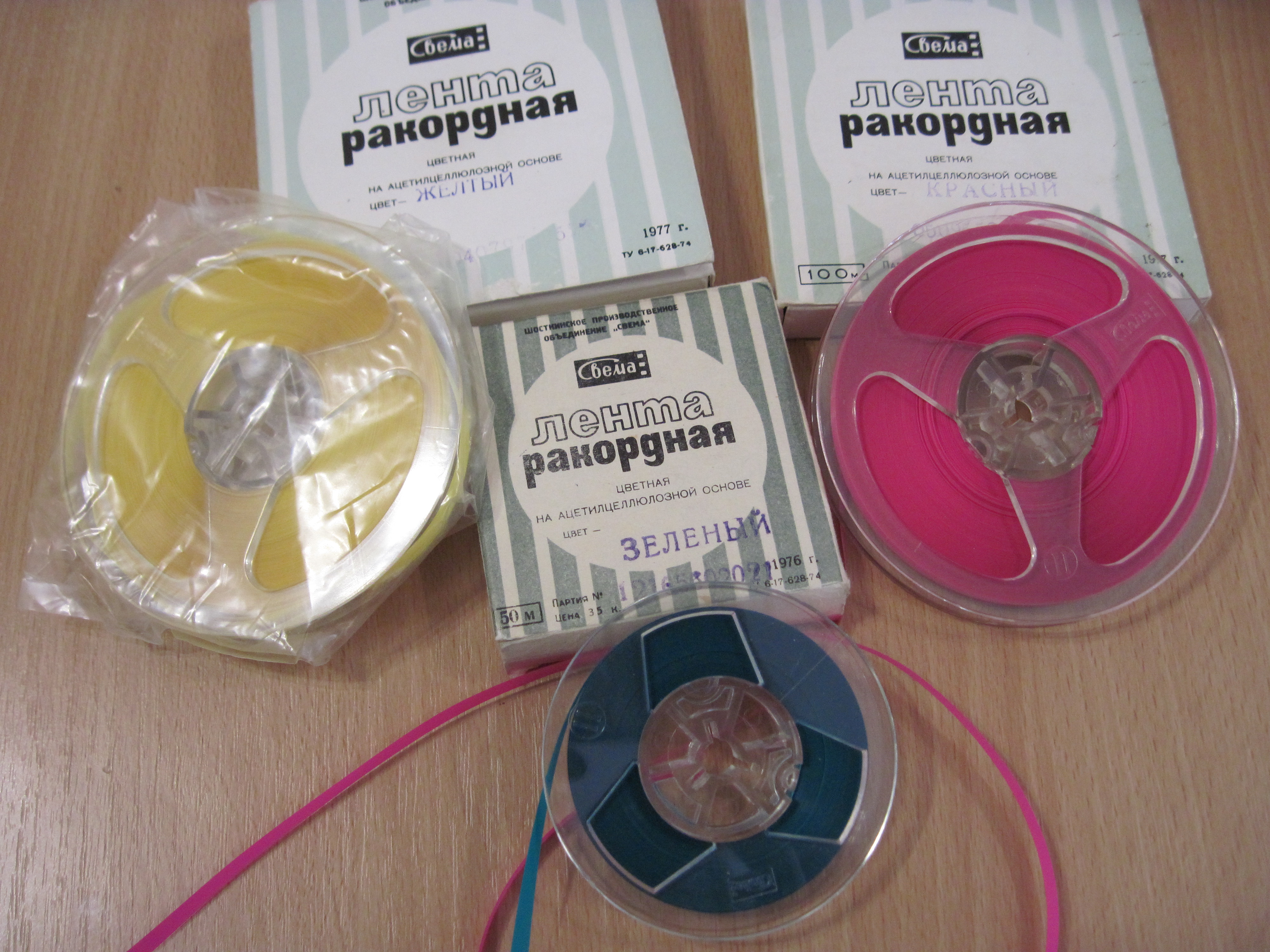
Ацетилцеллюлозный ракорд шириной 6,25 мм. Куски ракордной ленты приклеиваются к концам магнитных лент

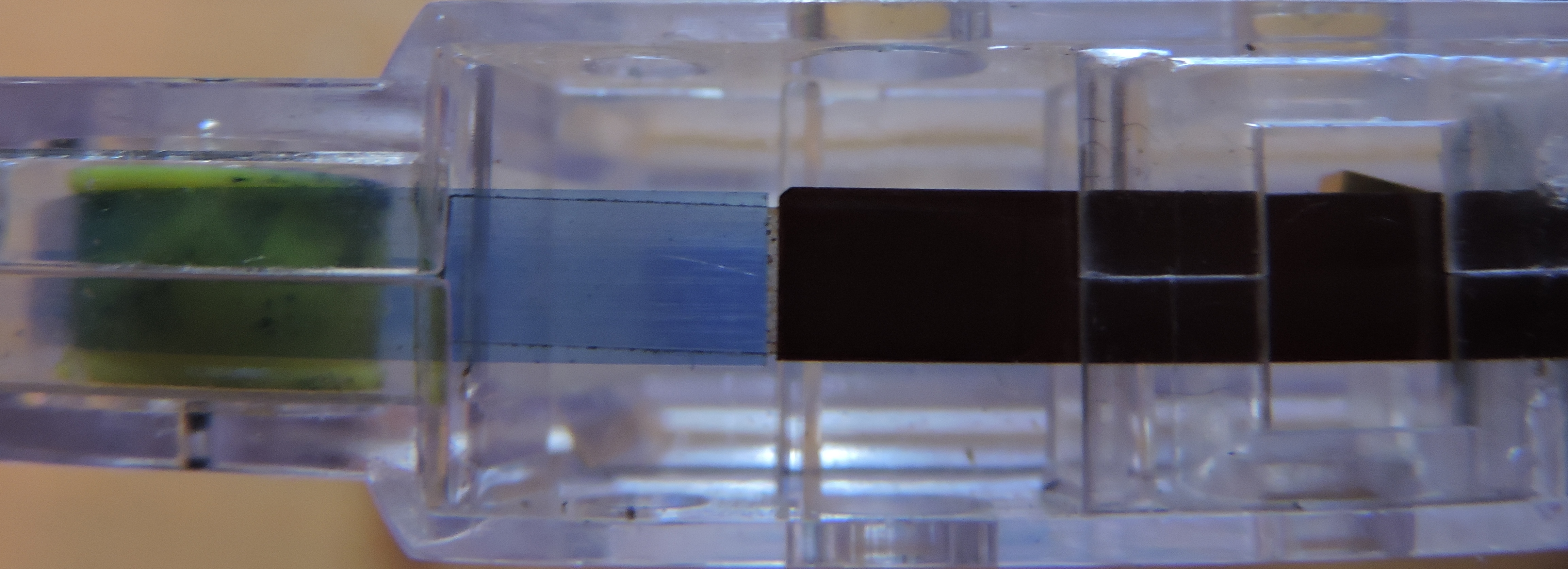
Стык ракорда и магнитной ленты на аудиокассете

Ракорд магнитной ленты — участок ленты без рабочего слоя, окрашенный цветным лаком или снабжённый надписями.
Цвет ракорда служит для идентификации скорости воспроизведения (зелёный — 38 см/с, жёлтый — 19,05 см/с, синий — 9,53 см/с, коричневый — 4,76 см/с). Лента, предназначенная для других или различных скоростей воспроизведения, маркируется обычно прозрачным ракордом. Красным ракордом обозначается конец записи. Белым ракордом при механическом монтаже одно- и двухдорожечной фонограммы отделяют записи одна от другой. Также на ракорде выполняют надписи о содержании и длительности записи.
Прозрачный для света или металлизированный участок ракорда может также служить для срабатывания оптического или электрического автостопа магнитофона. Иногда на ракорд наносят специальный слой для очистки магнитных головок.

### Видеозапись
В профессиональной магнитной видеозаписи ракордом называют часть магнитной ленты, служащую:
- для защиты начала и конца записи от повреждений;
- для нанесения опознавательных надписей;
- для записи тест-сигналов настройки аппаратуры (в том числе — в кассетах).

## Светозащитный ракорд
Плёнка типа 120 и некоторые другие разновидности фотоплёнки имеют катушечную зарядку и снабжаются светонепроницаемым ракордом из чёрной бумаги, наматываемой вместе с плёнкой и более длинной, нежели светочувствительный материал.
На обратной стороне такого ракорда обычно нанесены номера кадров и другие метки, по которым можно контролировать перемотку плёнки.